# Алкамен (скульптор)

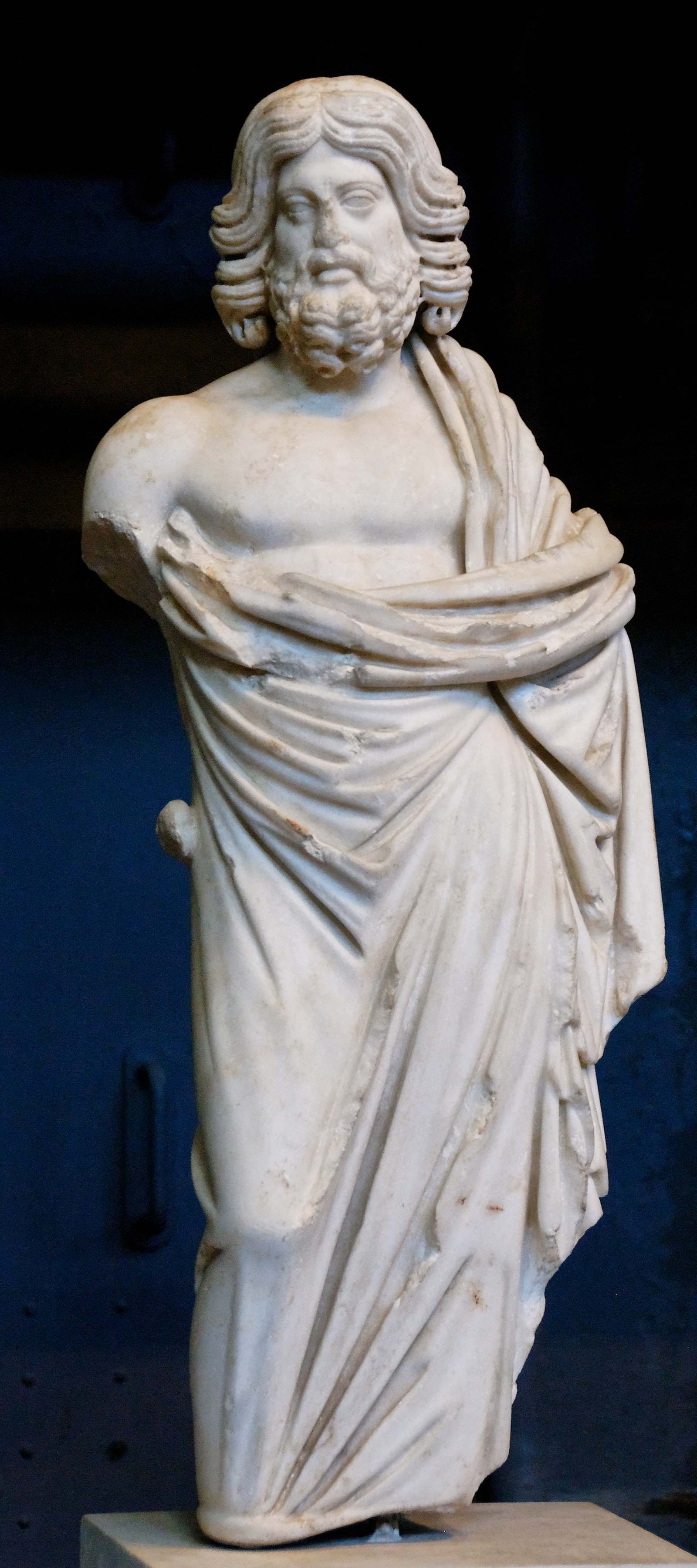
Статуэтка Асклепия. Копия оригинала V в. до н. э., приписываемого Фидию или Алкамену. Мрамор. Капитолийский музей, Рим

Алкамен (греч. Αλκαμένης) — ведущий скульптор Древней Греции второй половины V века до н. э.
Алкамен родился в первой половине V века до н. э.. Происхождение мастера в современной науке остаётся дискуссионным. Некоторые учёные, опираясь на сообщение Плиния и информацию из «Суды», полагают, что скульптор являлся уроженцем острова Лемнос, другие, доверяя Цецу, — афинянином. В любом случае, в середине века Алкамен уже был принят в ученики к Фидию и фактически проживал в Афинах.
Долгое время Алкамену приписывалось создание фронтонной группы храма Зевса в Олимпии. Предположение это, основанное на сообщении Павсания, теперь широко оспорено учёными. Однако нашла подтверждение гипотеза, согласно которой, Алкамен — автор греческого оригинала, найденного на афинском Акрополе — скульптурной группы Прокны и Итиса, о которой также рассказывает Павсаний в «Описании Эллады».
Алкамен, подобно своему учителю, изготовлял свои произведения как из мрамора, так и из бронзы, золота и слоновой кости. Хотя он был особенно искусен в изображении красоты человеческого тела, но своей славой он обязан, как и Фидий, главным образом замечательным статуям богов. Из них следует упомянуть статую Диониса, которая, судя по аттическим монетам, должна, кажется, по своему плану составлять подражание Фидию. Из остальных статуй особенно славилась по совершенству своих форм «Афродита в садах»; у своего стоящего, одетого Гефеста Алкамен сумел чрезвычайно искусно показать хромоту, а его статуи Геры, Гекаты, Ареса, Асклепия, Афины и Геракла являлись, по мнению античных авторов, замечательными произведениями. Существует гипотеза, согласно которой, дошедшие до нас статуи приготовляющегося метать дискобола, вероятно, представляют подражание знаменитой Алкаменовой статуе атлета. Алкамен в своем творчестве, с одной стороны, продолжил традиции искусства Фидия, но, с другой, проложил новые пути развития древнегреческой пластики. В частности, именно Алкамен стал первым, кто обратился к архаизации скульптурных форм. Об этом говорят такие его творения как Гермес Пропилей и Геката Эпипиргидия.